# Franz Karl von Gemmingen
Franz Karl von Gemmingen (* 29. Dezember 1806 in Treschklingen; † 2. März 1867) war Mitglied der Badischen Ständeversammlung und Grundherr in Rappenau.

## Leben
Er war der älteste Sohn des Sigmund von Gemmingen-Hornberg zu Treschklingen und der Charlotte von Gemmingen-Hornberg (1785–1842), studierte Rechtswissenschaften in Heidelberg und Göttingen, erlebte 1830 als Augenzeuge die Revolution in Paris und die Krönung Ferdinands zum ungarischen König in Pressburg. Danach hielt er sich in Italien auf und kam dann zum badischen Staatsdienst. Er war Rechtspraktikant beim Amt Offenburg und beim Kreisdirektorium in Mannheim, verließ dann jedoch den Staatsdienst wieder. 1834 wurde er Mitglied der Ersten Kammer der Badischen Ständeversammlung. Nach dem Tod seines Vaters erbte er dessen Besitz in Rappenau. 

## Familie
Aus seiner 1835 geschlossenen Ehe mit Franziska Ottilie von Ingelheim (1813–1889) entstammten drei Töchter, so dass Franz Karls Besitz nach seinem Tod an seinen Bruder Gustav von Gemmingen (1813–1894) fiel.
Nachkommen:
- Antonie Maria Charlotte Reinhardine (1836–1892)
- Charlotte Therese Reinhardine (* 1837)
- Helena Maria Isabella Gabriele Reinhardine (1840–1905) ⚭ Karl Sigmund von Gemmingen-Bonfeld (1838–1880)